# Colle Fauniera
Der Colle Fauniera ist ein 2481 m s.l.m. hoher Alpenpass in der Provinz Cuneo im italienischen Piemont.

## Lage und Umgebung
Die Passstraße führt U-förmig vom nordöstlich gelegenen Pradleves im Valle Grana über die Passhöhe zum südöstlich gelegenen Demonte durch das Vallone dell’Arma, einem Seitental des Valle Stura. Die durchgängig asphaltierte Passstraße ist streckenweise nur einspurig ausgebaut und führt insbesondere im oberen Bereich durch eine einsame, aussichtsreiche Bergwelt.
An der Nordostrampe im Valle Grana liegt auf 1760 m s.l.m. die Wallfahrtskirche Santuario di San Magno.

## Benachbarte Passhöhen
Im Bereich der Passhöhe, jeweils weniger als hundert Meter westlich der Passstraße, liegen weitere Passhöhen:
- Gut einen Kilometer nördlich der Passhöhe zweigt eine asphaltierte Straße auf den Colle d’Esischie (2370 m s.l.m., Lage)[4] ab und führt von dort zum weiter nördlich liegenden Ponte Marmora im Valle Maira

- Knapp zwei Kilometer (süd)westlich der Passhöhe zweigt der Colle Valcavera (2416 m s.l.m., Lage)[4] ab, der nach wenigen hundert Metern in eine Schotterpiste übergeht. Der Colle Valcavera stellt den südöstlichen Beginn der Maira-Stura-Kammstraße dar, einer bei Off-Road Fahrern beliebten Strecke

- Etwa 400 Meter nördlich der Passhöhe zweigt außerdem ein kleinerer Weg zum Colle del Vallonetto (2447 m s.l.m., Lage)[4] ab

Colle Fauniera, Esischie und Valcavera gehören zu den sogenannten Colli di Cuneo, einer Gruppe von Pässen in der Provinz Cuneo.

## Radsport
Der Giro d’Italia fuhr bereits mehrfach über den Fauniera bzw. Esischie (zumindest 1999, 2001 und 2003).
Auf der Passhöhe des Colle Fauniera befindet sich ein Denkmal für den 2004 verstorbenen italienischen Radrennfahrer Marco Pantani in Form einer Steinskulptur die Pantani auf seinem Rad darstellt, mit der Aufschrift: MARCO PANTANI, 2004, COL CUNEO. Auf der Passhöhe des Colle d’Esischie befindet sich zu Ehren des 1960 verstorbenen italienischen Radrennfahrers Fausto Coppi eine kleine Sonnenuhr mit der Aufschrift: LA FAUSTO COPPI, IL TEMPO PASSA, LA GLORIA RESTA, 20^ EDIZIONE – 2007.
Bei Pradleves und der Passhöhe des Colle Fauniera gibt es jeweils eine chipgesteuerte automatisierte Zeitnahme, die mit Solarmodulen betrieben wird (wie auf dem Bild der Passhöhe zu erkennen).

## Galerie

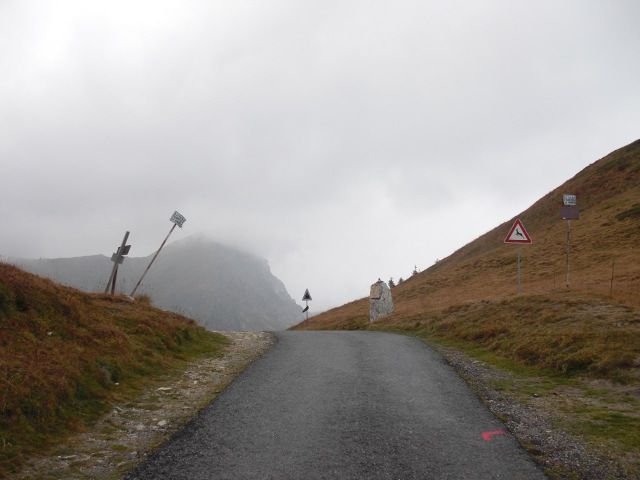
Passhöhe des Colle d’Esischie
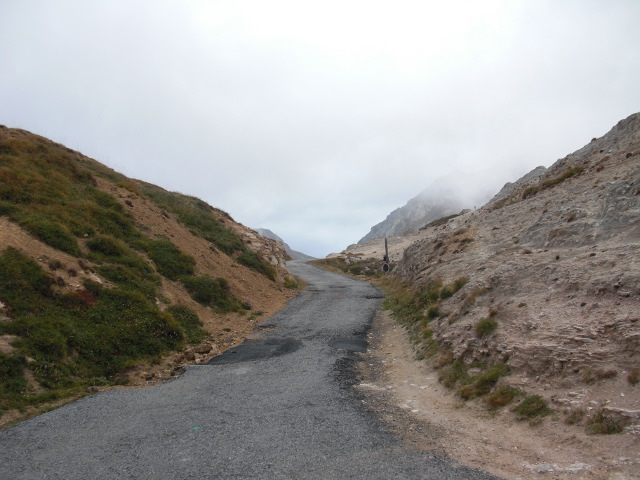
Passhöhe des Colle Valcavera
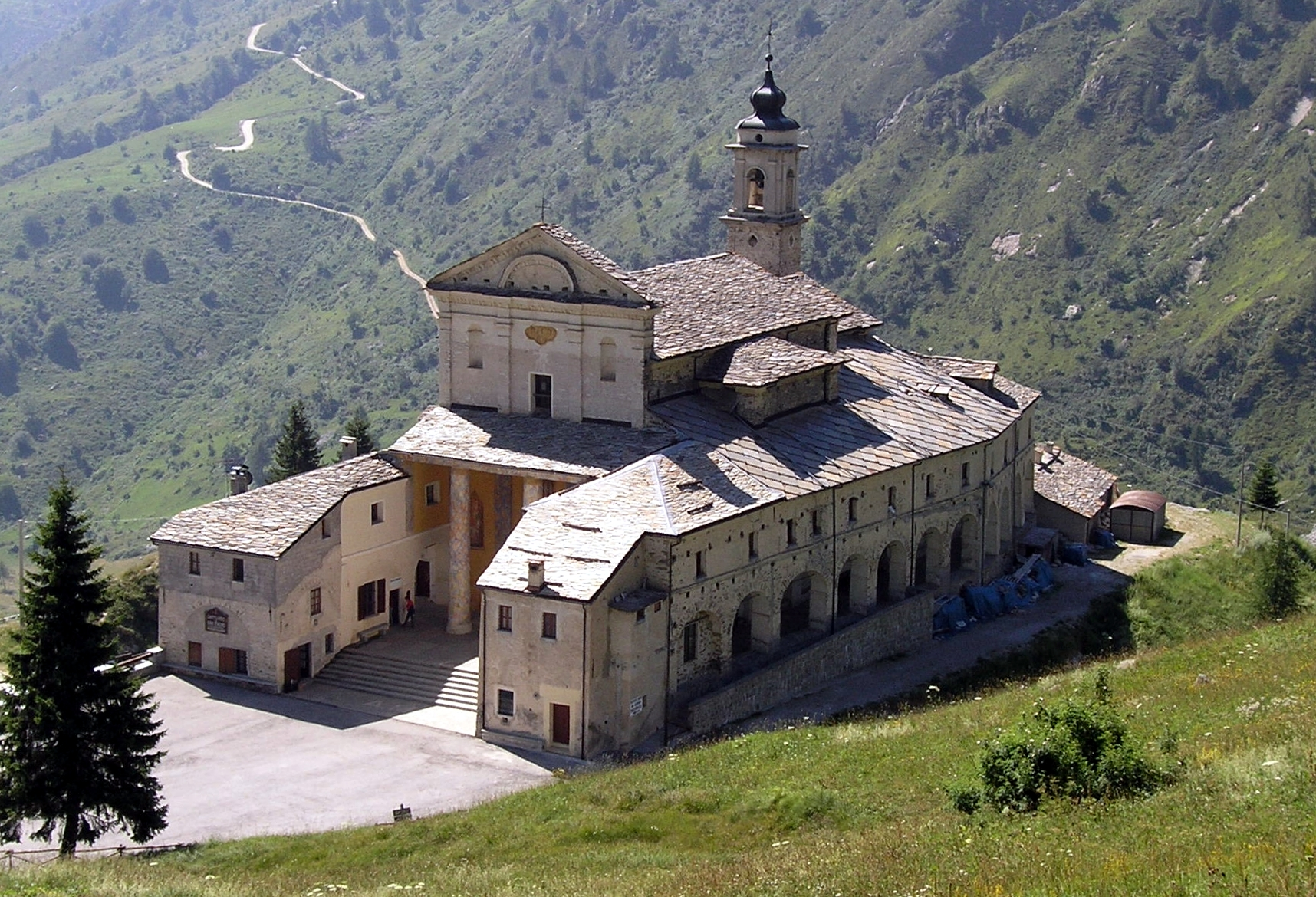
Das Santuario di San Magno im Valle Grana
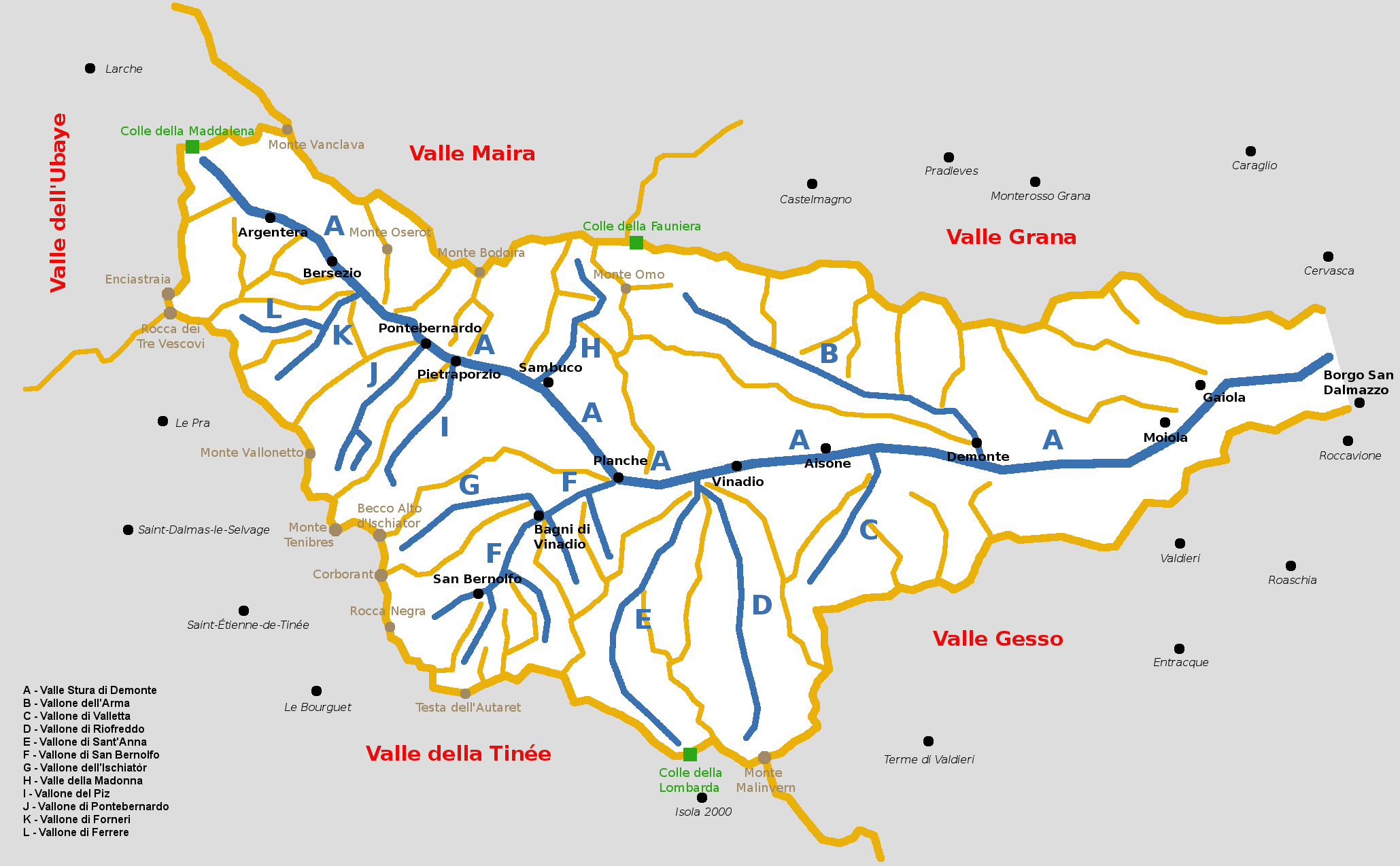
Colle Fauniera (grün) zwischen Maira-, Grana- und dem hervorgehobenen Sturatal